# Beidenfleth

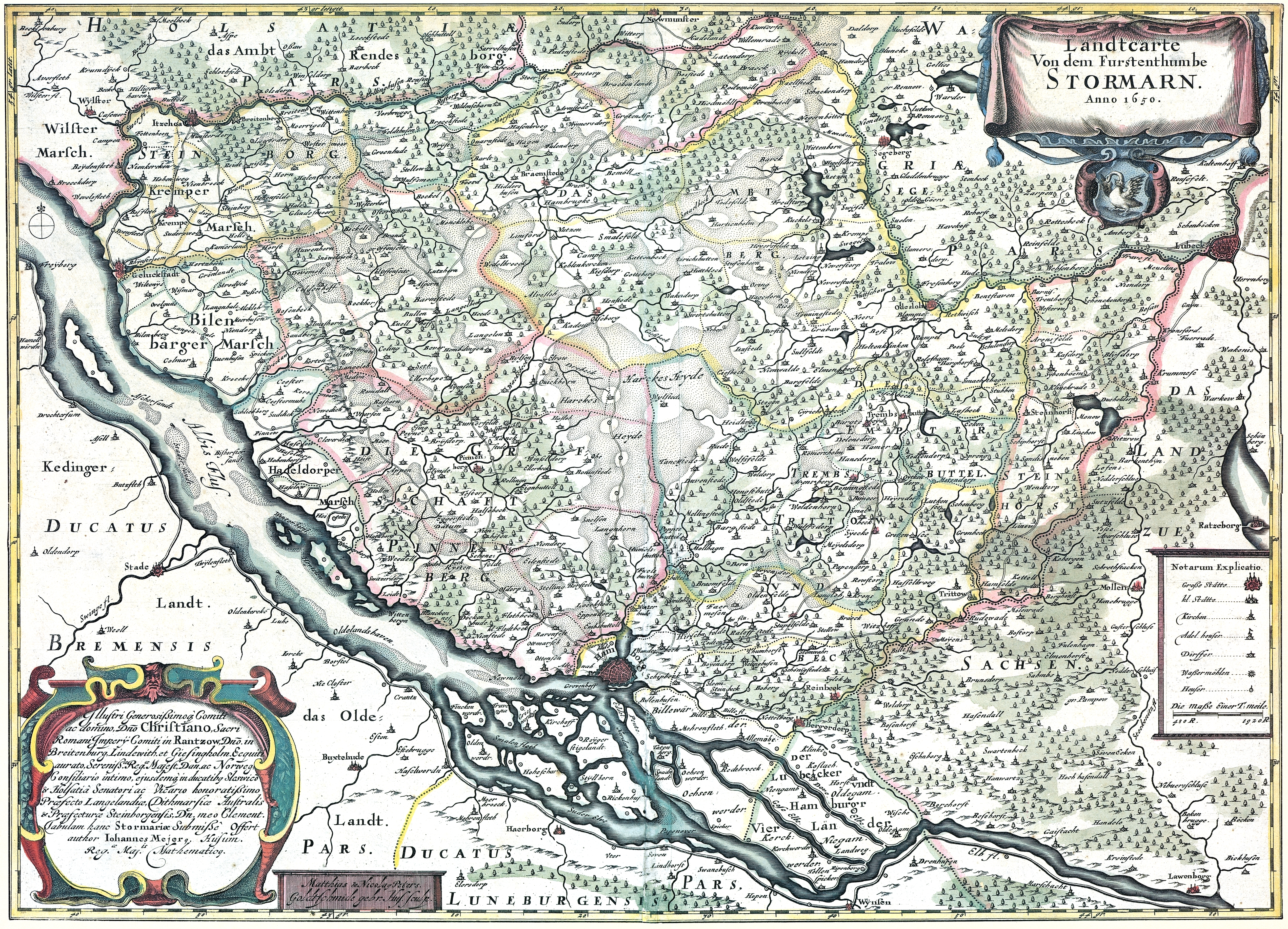
”Beydenfleth” 1650, Landkarte Johannes Mejer

Beidenfleth (niederdeutsch: Beidenfleet) ist eine Gemeinde im Kreis Steinburg in Schleswig-Holstein. Beidenfleth hat keine weiteren Ortsteile.

## Geografie und Verkehr
Beidenfleth liegt in der Wilstermarsch am rechten (westlichen) Ufer der Stör. Die Flussmitte bildet die östliche Gemeindegrenze. Der Beidenflether Hafen wird vor allem von Sportbooten genutzt. Durch die Gemeinde verlaufen die Altenfelder Wettern, die über das Hafenbecken in die Stör mündet, sowie die Groß-Kampen-Wettern.

## Geschichte
Erstmals wurde Beidenfleth in den Annales regni Francorum (sub anno 809) erwähnt, als sich dort im Jahre 809 Abgesandte Karls des Großen und des dänischen Königs Göttrik trafen. Allerdings taucht der Name Badenfliot nur in einem Teil der Handschriften auf.
Ab dem 12. Jahrhundert legten holländische Siedler die heute noch sichtbaren Entwässerungsgräben an. Die erste nach dem heiligen Nikolaus genannte Kapelle wurde 1108 errichtet, aber schon bald durch eine steinerne Kirche ersetzt. Der an eine Mühle erinnernde freistehende Turm wurde 1557 erbaut. In der Kirche befinden sich ein mittelalterliches Bronzetaufbecken, mehrere mittelalterliche Schnitzereien und ein Barockaltar.
Als politische Gemeinde besteht Beidenfleth seit 1876.

## Politik

### Gemeindevertretung
Bei der Kommunalwahl am 14. Mai 2023 wurden insgesamt elf Sitze vergeben. Von diesen erhielt die CDU sieben Sitze und die Wählergemeinschaft Beidenfleth erhielt vier Sitze.

### Wappen

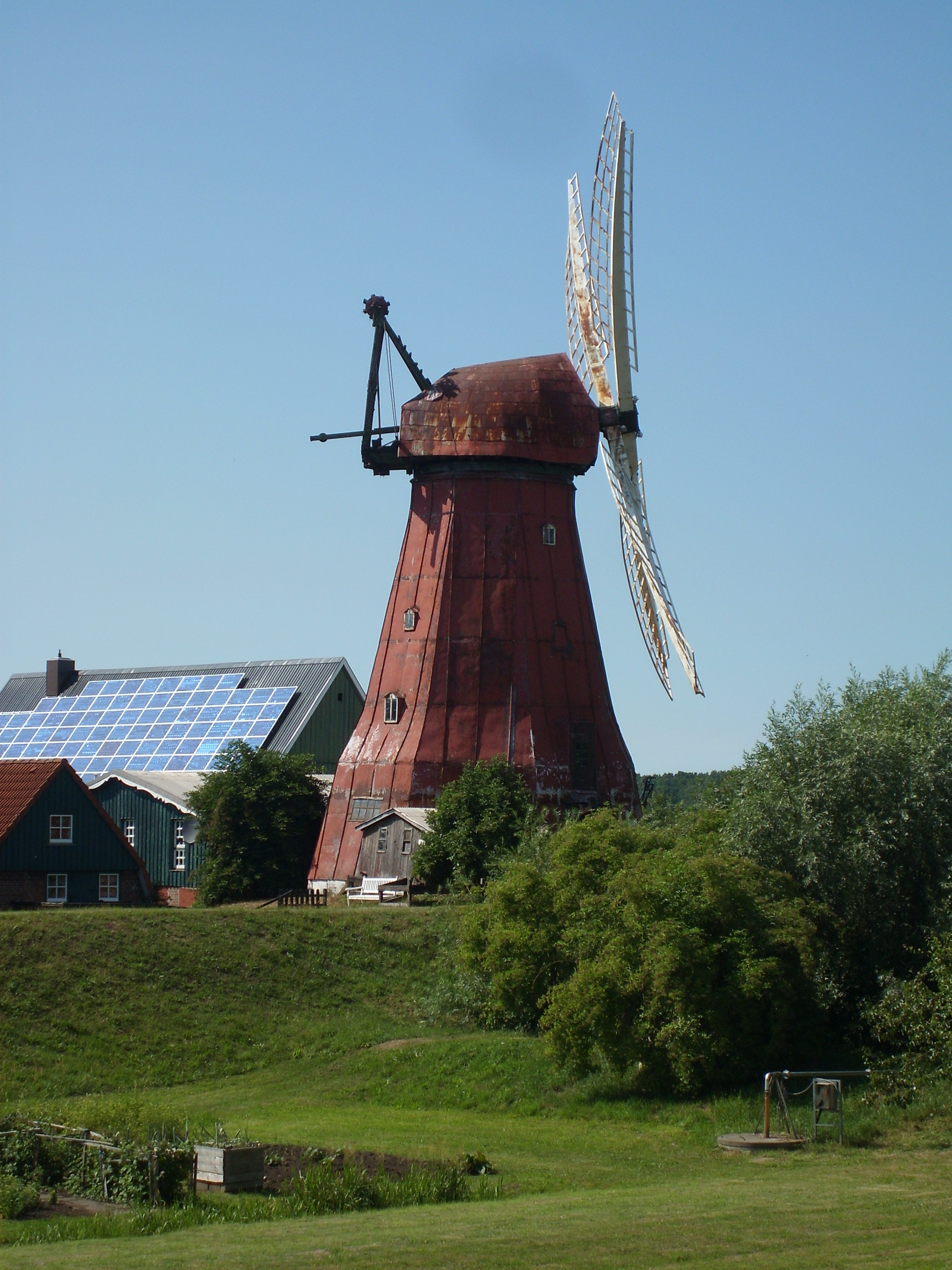
Ehemalige Windmühle

Blasonierung: „In Blau ein erhöhter silberner Wellenbalken, darüber ein silberner Anker zwischen zwei goldenen Getreidegarben, darunter ein silberner dreimastiger Holk mit voller Beseglung.“
Die Gemeinde liegt an der Stör in der Holsteinischen Elbmarsch. Die Schifffahrt auf der Stör und der nahen Elbe hatte und hat für die Gemeinde von je her eine wichtige wirtschaftliche Bedeutung. Das aus dem 15. Jahrhundert stammende Lastschiff (Holk) soll an die historische, aber auch aktuelle Bedeutung dieses Wirtschaftszweiges erinnern. Die Ährengarben verweisen auf die Bedeutung der Landwirtschaft. Der Anker ist eine Reminiszenz an den heiligen Nikolaus, die Wappenfigur der Kirchengemeinde Beidenfleth.

## Kultur und Sehenswürdigkeiten
Architektonische Wahrzeichen des Ortes sind bzw. waren die Kirche St. Nicolai und – bis zum 17. April 2016 – die Windmühle Hoffnung. Die Mühle brannte in jener Nacht vollständig nieder. Mittlerweile wurde sie wieder aufgebaut. In der alten Schule befindet sich das Kameramuseum Beidenfleth, ein seit 2011 bestehendes Technikmuseum.
Als eine der letzten ihrer Art wird die Störfähre Else betrieben. Sie stellt eine touristische Attraktion dar und ist die einzige Möglichkeit zur Störquerung zwischen der zwölf Kilometer flussaufwärts gelegenen Klappbrücke in Heiligenstedten und der zehn Kilometer flussabwärts über das Störsperrwerk in Wewelsfleth führenden Bundesstraße 431. Die rechte (westliche) Hälfte der Stör und einige vorgelagerte Niederungsflächen im Gemeindegebiet sind Teil des europäischen NATURA 2000-Schutzgebietes FFH-Gebiet Schleswig-Holsteinisches Elbästuar und angrenzende Flächen.

## Persönlichkeiten
- Heinrich Hudemann (1595–1628), Dichter der Barockzeit
- Heinrich Plütschau (1676–1752), Erster lutherischer Missionar (zusammen mit Bartholomäus Ziegenbalg), war hier Pastor von 1714 bis 1752